# La Trinité-Surzur
La Trinité-Surzur (bretonisch An Drinded-Surzhur) ist eine französische Gemeinde mit 1.699 Einwohnern (Stand 1. Januar 2022) im Département Morbihan in der Region Bretagne.

## Geografie
La Trinité-Surzur liegt im Süden des Départements Morbihan, ungefähr 15 Kilometer von Vannes entfernt. Nachbargemeinden sind Theix-Noyalo im Norden, Lauzach im Osten und Surzur im Süden und Westen.

## Bevölkerungsentwicklung
| Jahr      | 1962 | 1968 | 1975 | 1982 | 1990 | 1999 | 2006 | 2012 | 2019 |
| Einwohner | 261  | 289  | 336  | 383  | 583  | 571  | 958  | 1396 | 1687 |

## Sehenswürdigkeiten
- Kirche La Trinité
- Grab des Priesters Le Moing in bretonischer Sprache
- Kreuz auf dem Friedhof
- Stattlicher Bauernhof aus dem 17. Jahrhundert
- Eingefasste Quelle Saint-Servais
- Dolmen von Talhouët liegen südöstlich von La Trinité-Surzur

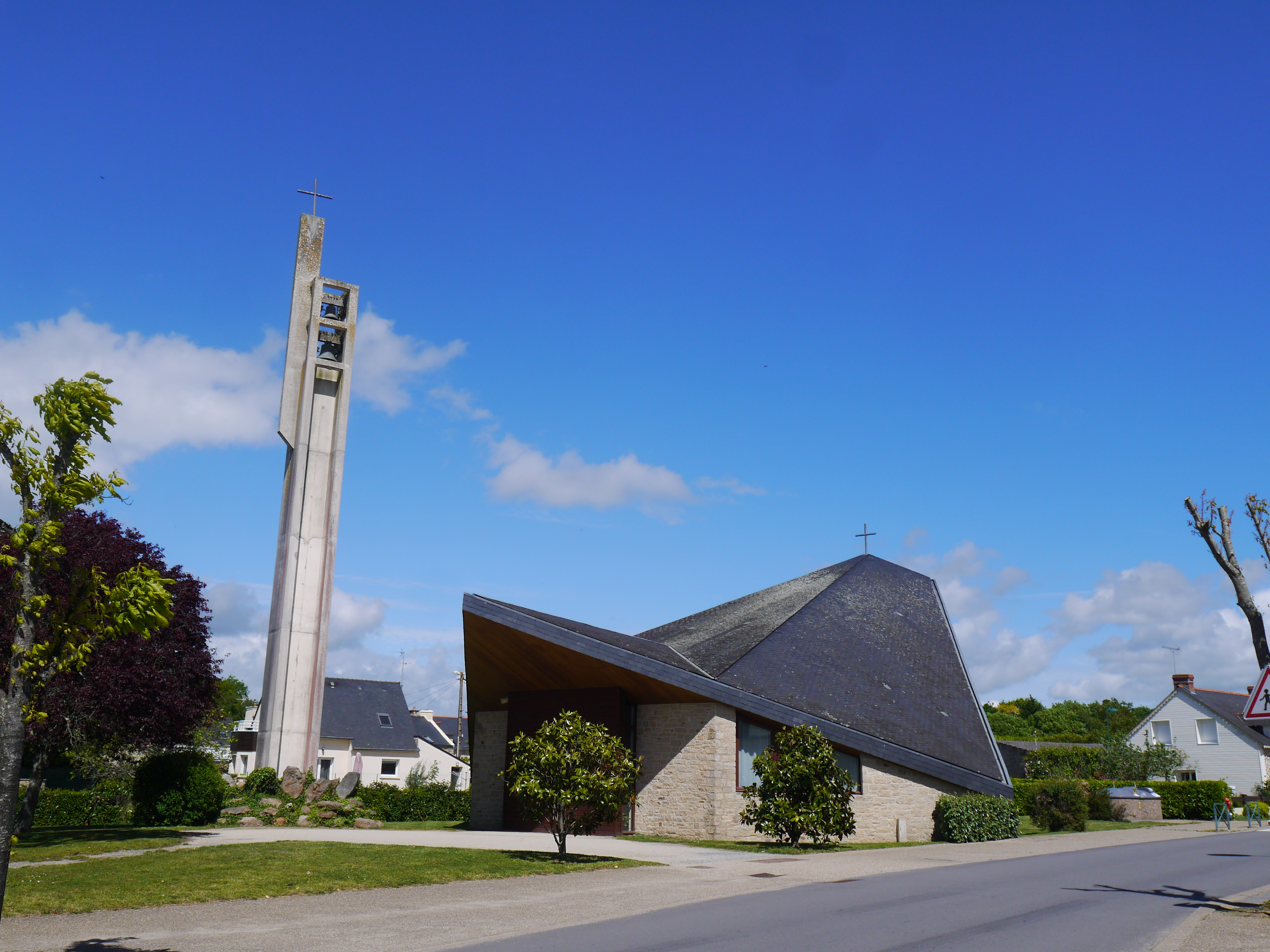
Kirche La Trinité
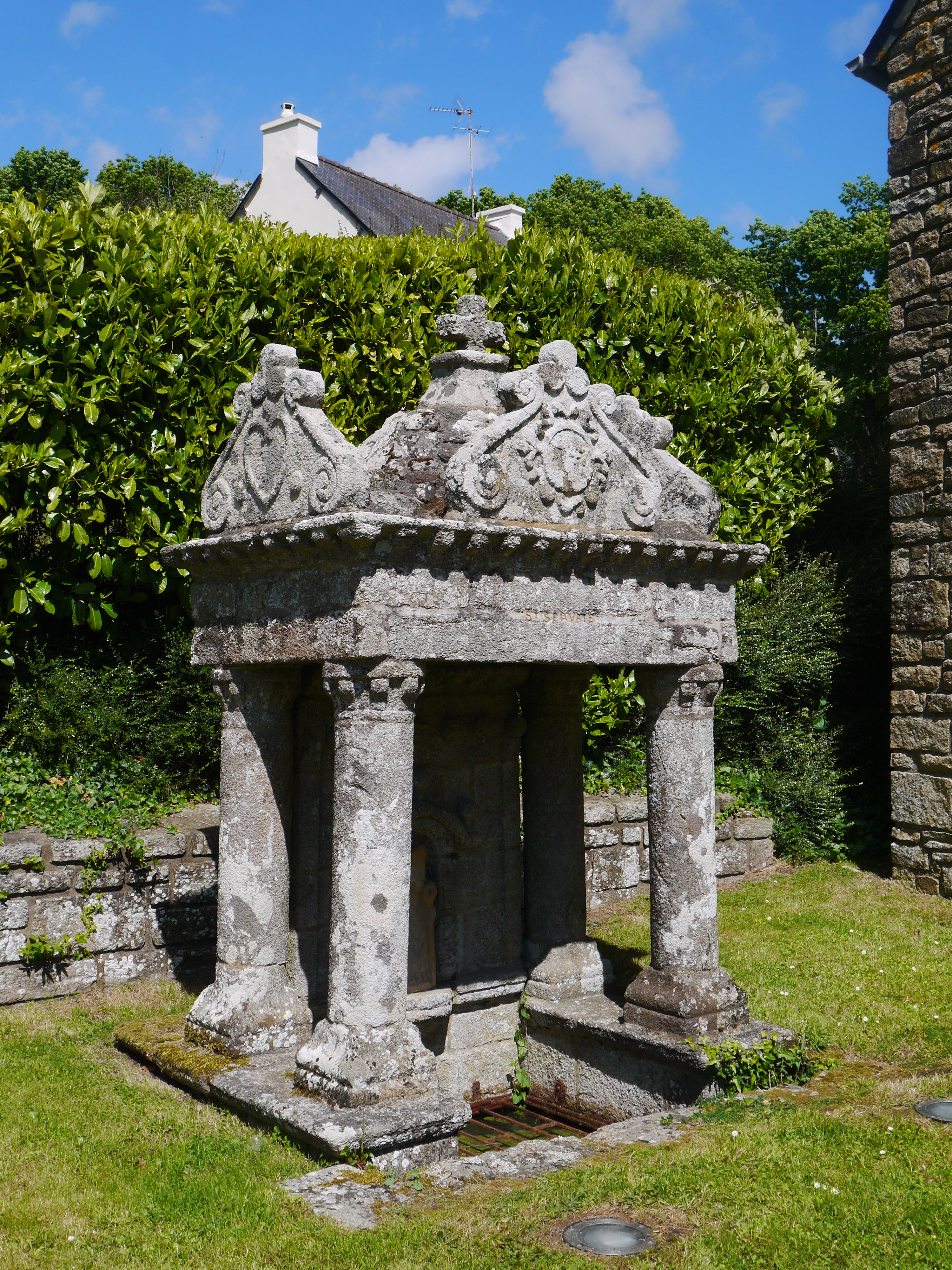
Eingefasste Quelle Saint-Servais